# Sevindj Fataliyeva
Sevindj Fataliyeva est une femme politique azerbaïdjanaise, membre de l'Assemblée nationale d'Azerbaïdjan.

## Biographie
Sevinj Fataliyeva est née le 17 août 1979 à Bakou. De 1996 à 2000, Sevinj Fataliyeva a étudié à l'Université des langues d'Azerbaïdjan. Le père de Sevinj Fataliyeva, Habib Fataliyev était le ministre de l'Industrie de la RSS d'Azerbaïdjan.

### Famille
Sevindj Fataliyeva est mariée et a deux enfants.

### Carrière
Elle travaille à l'Université slave de Bakou depuis 2003. Depuis 2003, Fataliyeva est enseignante du département "Langues romano-germaniques", et depuis 2006, elle est responsable du chaire "philologie anglaise".
Elle est membre des IV,V et VI convocations de l'Assemblée nationale d'Azerbaïdjan.
Sevinj Fataliyeva est la directrice du département des relations internationales du Parti du Nouvel Azerbaïdjan et la vice-présidente du Conseil des femmes.